# Ne nézz vissza! (Hősök)
A Ne nézz vissza! a Hősök című televíziós sorozat második epizódja.

## Cselekmény
|  | Alább a cselekmény részletei következnek! |

Az epizód Mohinder Suresh narrációjával kezdődik, mialatt Peter Petrelli egy épület tetején áll. Peter leveti magát az épület tetejéről, mivel meg van győződve róla, hogy képes repülni. Bátyja, Nathan aki lentről nézte öccsét, hirtelen a levegőbe emelkedik és elkapja őt, de nem tudja rendesen megfogni és Peter lezuhan. Peter a kórházban tér magához. Mikor rákérdez mi történt, Nathan mindent letagad. Később Peter anyja elárulja neki a családi titkot; az apja nem szívrohamban halt meg, ahogyan azt eddig hitte, hanem elhatalmasodó depressziója miatt öngyilkos lett.
Nakamura Hiro New York utcáin barangol miután sikeresen egy japán metrószerelvényből oda teleportálta magát. Egy újságárusnál észrevesz egy képregényt, a 9. Csodák!-at, melynek borítóján saját magát látja amit az előbb megérkezett New Yorkba. Megveszi a képregényt (japán jent ad az árusnak és elszalad mielőtt az bármit is szólhatna) aminek a hátoldalán Isaac Mendez szerepel mint a képregény írója és rajzolója.
Niki a garázsában ébred Micah üzenetére amit az üzenetrögzítőn hagyott és a két verőembert holtan találja. Felkapja a videókamerát és elhajt a kocsijával. Egy piros lámpánál megnézi a felvételt, de a kamera nem rögzítette, hogy mi történt, csak üvöltések hallhatók rajta. Hirtelen arra eszmél, hogy egy parkolóban van a kocsival és másik ruha van rajta, és négy óra teljesen kiesett az emlékezetéből. Felveszi Micaht és hazamegy, hogy eltakarítsa a holttesteket, de a garázs teljesen tiszta. Talál egy kulcscsomót, és a tükörképe az utca túloldalán parkoló autóra mutat. Beül a kocsiba és megkeresi az autó papírjait, amik szerint ő a tulaj. Egy cetlit is talál, melyen az áll, hogy kövesse a csomagtartóban lévő térképet. Kinyitja a csomagtartót amiben a térkép mellett megtalálja a két verőember holttestét is.
New Yorkban Mohinder egy férfit talál apja bérlakásában, aki azt állítja, hogy rovarirtó, de Mohinder hamar rájön, hogy a férfi lehallgató készüléket akart telepíteni. A férfi fegyvert ránt és dulakodni kezdenek. A folyosón a férfi elesik s a földre eső fegyver, egy fiatal nő veszi fel, a férfinek azonban sikerül megszöknie. A fiatal nő Eden-ként mutatkozik be.
Hiro felkeresi Isaac Mendez címét, amit a képregényben talált. Kopog az ajtón, amire senki nem válaszol, de az ajtó nyitva van. Belép a lakásba és vérnyomokat talál. A vérnyomok egy pisztolyhoz vezetnek amit Hiro idegességében felvesz, hogy ha kell meg tudja védeni magát. Néhány lépés után megtalálja Isaac holttestét. Isaac koponyájának tetejét levágták az agya pedig hiányzik. A rendőrség ekkor ront be a lakásba Hiro pedig elájul.
Texasban Claire iskolájában az összes mazsorettet összehívják a tegnap történt események miatt. Annak ellenére, hogy az egyik rendőrtiszt felismeri Claire-t, Jackie (egy másik mazsorett) kihasználva az alkalmat, hogy kitűnhessen bevallja, hogy ő mentette meg a sérült férfit a vonatszerencsétlenségnél. Később a futballpályán Claire megtudja Zachtől, hogy eltűnt a videófelvétel amire Claire kísérleteit vették fel. Hirtelen egy játékos nekiütközik Claire-nek akinek kitörik a nyaka. Claire gyorsan helyrerakja a nyakát mielőtt bárki bármit és észrevenne és felpattan, hogy semmi baja.
Los Angelesben egy rendőrtiszt, Matt Parkman egy gyilkosságnál helyszínel. Egy párt a lakásukban gyilkoltak meg; a nőt a falhoz szegezték, a férfit fagyva találják, a koponyája felső részét levágták az agyát pedig eltávolították. Matt az utcán egy kislány suttogására lesz figyelmes. Követi a hangot a lakásba, ahol egy rejtekhelyen megtalálja a pár kislányát. Audrey Hanson FBI-ügynök kikérdezi Mattet, miképp találta meg a kislányt, hiszen az állítólagos suttogást csak ő hallotta. Szóba kerül, hogy Matt már többször is megbukott a nyomozói vizsgán, és Hanson felveti, hogy talán köze is lehet a gyilkossághoz, hogy aztán hősként tűnhessen ki. Matt meghallja Hanson gondolatait, hogy a gyilkossággal egy Sylar nevű férfit gyanúsítanak. Megemlíti az ügynöknek Sylar nevét, aki letartóztatja, hiszen erről csak néhány nyomozó tudhat.
Beesteledett. Niki követi a csomagtartóban talált térképet az új kocsiban, mellette Micah már alszik. A sivatag közepén lefordul az országútról és megtalálja a jelölt helyet amit egy ásó jelez. Niki elkezd ásni, hogy eltemesse a két holttesteket, és a földben még kettőre bukkan. Az egyiknek az ujján egy gyűrűt lát, amit felismer.
Texasban apja elmondja Claire-nek, hogy elindította az ügyet az árvaházon keresztül, hogy kiderítse kik Claire biológiai szülei. Claire boldogan távozik a szobából, hogy apja végre felnőttnek tekinti. Miután kiment kiderül, hogy az eltűnt kazetta az apjánál van.
Peter egy épület tetején találkozik Nathannal, ahol Peter azzal fenyegetőzik, hogy leugrik, hogy bebizonyítsa, hogy bátyja valóban repült. Nathan beismeri, hogy így történt; mindketten repültek de Peter elvesztette az irányítást Nathan nem tudta jól megfogni és lezuhant. Peter kiborul és azt állítja, hogy bátyja csak az mondja mit hallani akar. Nathan ekkor Peter lábaira mutat aki a levegőben áll. A két testévér átöleli egymást. A következő kép a rajzot mutatja amit Peter még a kórházi ágyon firkált és ami ezt az eseményt ábrázolja.
Isaac lakásán a rendőrség egy tolmács segítségével hallgatja ki Hirot. Hironak persze nincsen útlevele, amerikai dollárja, és az egyetlen ami bizonyítja személyazonosságát egy Marvel Comics rajongói klub, a Merry Marvel Marching Society tiszteletbeli tagkártyája. Mikor rákérdeznek, miképp került Amerikába, Hiro elmondja, hogy teleportálta magát, de ez persze nem igazán győzi meg a rendőröket. Hiro megkéri a rendőröket, hogy hívják fel Ando Masahashit Japánban. A rendőrök felhívják Andot aki azt állítja, hogy már öt hete semmit sem tud Hiro hollétéről. Hiro zavarodottan az órájára néz amin október 2-át mutat. A rendőrnyomozó azonban megmutatja neki az aznapi újságot amin a dátum viszont november 8. Az újság főoldalon hozza Nathan győzelmét a kongresszusi választásokon. Hirtelen kintről egy hatalmas villanás vakítja el őket, majd egy hatalmas gombafelhő emelkedik a magasba. Hiro erősen koncentrál és még az utolsó pillanatban, hogy a robbanás lökéshulláma elsöpri a házat visszateleportál Japánba, október másodikára, pontosan abba metrószerelvénybe, ahonnan indult.

## Tények és érdekességek
- Hiro a képregényért 1,000 japán jent fizetett mielőtt elrohant. Akkori árfolyamon ez nagyjából 8,48 amerikai dollárnak felelt meg. 2006-ban egy képregény az Amerikai Egyesült Államokban 2,99 $ volt. Az újságárus tehát még keresett is a „tranzakción”.
- Mikor Hiro az újságárus elől menekül, az kiáltja, hogy „Osuri iranai jo!”, ami nagyjából annyit tesz, hogy „Tartsa meg a visszajárót!”.
- Az október másodikai dátum Hiro óráján megegyezik az epizód első vetítésének dátumával.
- A befejezetlen képregényen amit Hiro Isaac lakásán lát, az epizód befejezését vetítik előre. Az első két panelen Hiro telefonál Andoval és megtudja, hogy november 8-a van. Az utolsó panelon Hiro megrökönyödve nézi a robbanást.
- Az a jelenet, melyen Isaac holtan fekszik és hiányzik a koponyája felső része, megjelenik egy képén a „Parasite” című epizódban.